# Nick Young
Nicholas Aaron "Nick" Young (* 1. června 1985 Los Angeles, Kalifornie) je americký profesionální basketbalový hráč. Momentálně je členem Denver Nuggets v National Basketball Association. Hraje na pozici křídla a střílejícího rozehrávače zároveň. V letech 2006 a 2007 se dostal do výběru Pac-12. Jeho snoubenkou byla australská rapperka Iggy Azalea.

## Profesionální kariéra

### Washington Wizards (2007–2012)
Young byl zvolen šestnáctým hráčem v NBA draftu 2007 Washington Wizards. Jeho první zápas v NBA byl 15. prosince 2007 proti Sacramento Kings.
Young dosáhl nejvyššího skóre v kariéře (43 bodů) 11. ledna 2011 proti Sacramento Kings.

### Los Angeles Clippers (2012)
Nick Young byl přemístěn do Los Angeles Clippers. Byl také klíčovým hráčem ve výhře nad Memphis Grizzlies na začátku play off 2012, kdy získal během jedné minuty 3 body.

### Philadelphia 76ers (2012–2013)
Nick Young podepsal 12. července 2012 roční kontrakt s Philadelphia 76ers.

### Los Angeles Lakers (2013–dosud)
Young podepsal smlouvu s Los Angeles Lakers 11. června 2013. A 21. července 2014 prodloužil smlouvu na další čtyři roky, 21,5 milionový kontrakt. Během sezóny 2013–14 proměnil rekord Lakers na sedm čtyřbodových her, přičemž zvýšil i osobní skóre se 17.9 body 1.5 asistencí za zápas.

## Statistiky
| Sezóna  | Zápasů | Bodů | Tým                |
| ------- | ------ | ---- | ------------------ |
| 2007–08 | 75     | 561  | Washington Wizards |
| 2008–09 | 82     | 892  | Washington Wizards |
| 2009–10 | 74     | 639  | Washington Wizards |
| 2010–11 | 64     | 1115 | Washington Wizards |
| 2011–12 | 40     | 665  | Washington Wizards |
| 2011–12 | 22     | 214  | L.A. Clippers      |
| 2012–13 | 59     | 628  | Philadelphia 76ers |
| 2013–14 | 64     | 1144 | L.A. Lakers        |
| 2014–15 | 42     | 563  | L.A. Lakers        |
| 2015–16 | 54     | 392  | L.A. Lakers        |

## Osobní život
Jeho rodiči jsou Charles Young Sr. a Mae Young. Spolu s nimi a jeho dvěma bratry Johnem a Charlesem vyrůstal ve čtvrti Reseda v Los Angeles. Když Nickovy bylo pouhých 5 let, byl jeho starší bratr Charles zabit místním gangem. Částečně i kvůli tomu později založil Nadaci Nicka Younga proti násilí mezi gangy a zároveň pomoc lidem, kterých se toto téma jakkoliv dotýká. Mimo jiné se v roce 2007 natočil dokumentární film "Second Chance Season", vypovídající o jeho životním a příběhu a vstupu do NBA.
Youngův bratranec je sedminásobný držitel cen Grammy, rapper Kendrick Lamar.
Dne 16. března 2012 mu žena jménem Keonna porodila syna Nicka Younga Jr.
Od listopadu 2013 žil s australskou rapperkou Iggy Azalea, se kterou se po šestnácti měsících vztahu zasnoubil. Zúčastnil se i známého TV pořadu Lip Sync Battle. Nechal již několikrát potetovat. V červnu 2016 zásnuby zrušili a poté se rozešli. Údajně kvůli Nickově nevěře.